# Max Linder pratique tous les sports
Max Linder pratique tous les sports est un court métrage français muet réalisé par Max Linder en 1913.

## Résumé
Max lit dans le journal que Gladys Maxence, une riche américaine, recherche un jeune homme sportif afin de l'épouser. Max décide de devenir un prétendant mais quatre autres personnes sont sur les rangs. Elle décide de les départager en les soumettant à des épreuves sportives (équitation, escrime, patin à roulettes, saut à la perche, boxe, course d'aéroplane, natation, canotage). Avant la dernière épreuve Max et Willy sont à égalité. Willy gagne l'épreuve automobile mais Max en prenant des risques a un accident sans gravité mais simulant d'être évanoui il gagne le cœur de Gladys.

## Fiche technique
- Réalisation : Max Linder
- Scénario : Max Linder, Armand Massard
- Production : Pathé Frères
- Format : Noir et blanc — 35 mm — 1,33:1 — film muet
- Métrage : 400 m
- Durée :  16 min 22 s
- Première présentation :
  -  France - 4 juillet 1913

## Distribution
- Max Linder : Max
- Lucy d'Orbel : Gladys Maxence
- Charles de Rochefort : Willy, l'autre prétendant
- (Le domestique de Gladys)
- (Le père de Gladys et juge durant les épreuves)
- (Trois autres prétendants)
- (des spectateurs)
- (Des employés de l'aéroclub)
- (Des officiels durant la course automobile)